# Witricity
WiTricity, uma palavra-valise para eletricidade sem fio (união das palavras "wireless" / sem fios, e "electricity" / eletricidade), é o nome dado ao método usado para a transmissão de energia sem o uso de conexões físicas.
O termo foi cunhado por Dave Gerding em 2005 e usado por um time de pesquisadores do MIT, liderados pelo professor prof. Marin Soljačić em 2007, para descrever a habilidade de prover eletricidade para objetos sem o uso de fios. WiTricity é baseada no forte acomplamento entre objetos eletromagnéticos ressonantes e receptadores que contém antenas do tipo loop magnético, ajustadas para a mesma frequência.
Como a WiTricity opera em campos eletromagnéticos próximos, os receptadores precisam estar à distâncias de poucos metros do transmissor. O sistema utiliza frequências relativamente baixas (poucos MHz). No primeiro artigo produzido pelo grupo também simulou com ressonador dielétrico (GHz).
Tecnologias baseadas em campos próximos obtêm energia do transmissor quando o receptor está próximo a ele, mas com tecnologias de campos afastados a fonte está continuamente transmitindo energia em todas as direções, mesmo que não haja receptor por perto.
Esta tecnologia já poderia estar muito mais desenvolvida, considerando que se baseia em leis físicas há muito tempo conhecidas. No entanto, parece faltar motivação para este esforço científico, já que o consumidor moderno tem ao seu dispor um grande número de dispositivos eletrônicos que requerem baterias e/ou recarregadores de energia.
Pesquisadores do MIT demonstraram com sucesso a capacidade de alimentar eletricamente uma lâmpada de 60 W a partir de uma fonte de energia situada a 2 metros de distância, com uma eficiência de cerca de 40%. Utilizaram duas bobinas de cobre com 60 cm de diâmetro, projetadas para entrar em ressonância à freqüência de 10 MHz. Uma delas estava indutivamente conectada a uma fonte de energia, sendo que a outra estava conectada à lâmpada. O arranjo fez acender a lâmpada, mesmo quando as bobinas não tinham linha reta de visada.
Segundo Aristeidis Karalis, "a usual indução eletromagnética não-ressonante seria 1 milhão de vezes menos eficiente neste sistema em particular".
Pesquisadores planejam miniaturizar suficientemente o aparato de modo a permitir uso comercial do mesmo, fato que deve ocorrer entre 2010 e 2013. O Objetivo é baixar as densidades de energia radiante de forma que possam obedecer às normas de segurança da FCC (Federal Communications Commission).